# Andreas Böer
Andreas Böer (* 25. Januar 1950 in Reichenbach/O.L.; † 3. Januar 2020) war ein deutscher Politiker (CDU). Er amtierte von 1991 bis 2015 als Bürgermeister in Reichenbach/O.L. Von 2006 bis 2015 war er zudem nebenamtlich Vorsitzender der Synode der Evangelischen Kirche Berlin-Brandenburg-schlesische Oberlausitz.
Böer wurde als Sohn eines Pfarrers geboren und machte eine Ausbildung zum Funktechniker. In der Endphase der DDR wurde er Mitglied im Neuen Forum und engagierte sich in verschiedenen Bürgergruppen. 1991 wurde er Bürgermeister seiner Heimatstadt und gehörte zudem seit  1999 der CDU-Fraktion im Kreistag des Niederschlesischen Oberlausitzkreises bzw. seit 2008 des Landkreises Görlitz an. In seine Amtszeit als Bürgermeister fällt einerseits der Bau wichtiger Infrastruktur zur Stärkung Reichenbachs als zentralen Ort für das Umland gegenüber der deutlich größeren Stadt Görlitz, andererseits die Sanierung  und der Erhalt von Schloss Krobnitz.
Als Synodalpräsident hatte er das höchste Laienamt der Landeskirche inne, das er auch schon von 1990 bis 2003 in deren Vorgängerkirche ausübte, der Evangelischen Kirche der schlesischen Oberlausitz. Nach der Neukonstituierung der Synode 2015 unterlag er bei der erneuten Kandidatur der Gegenkandidatin Sigrun Neuwerth.